# ABC News Live
ABC News Now é um canal com pragramação de notícias de programas de televisão da ABC Network, subsidiária da The Walt Disney Company, com cobertura 24 horas por dia e acessível apenas pela internet, televisão digital e telefones sem-fio.